# Pardosa injucunda
Pardosa injucunda là một loài nhện trong họ Lycosidae.
Loài này thuộc chi Pardosa. Pardosa injucunda được Octavius Pickard-Cambridge miêu tả năm 1876.